# Hannoversche Portland-Cementfabrik

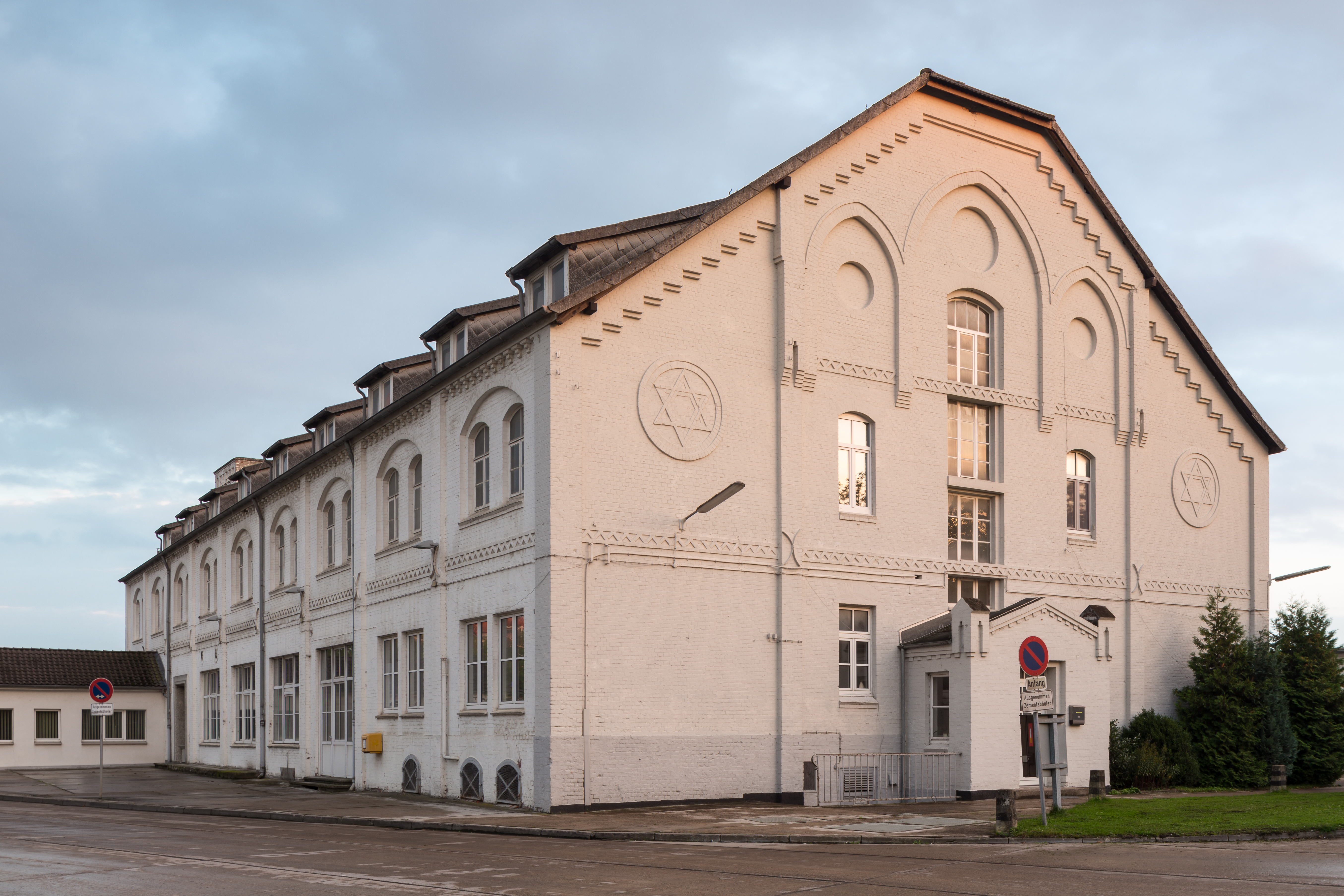
Fabrikgebäude am Lohweg Nr. 32 im Stadtteil Misburg-Süd von Hannover.

Die Hannoversche Portland-Cementfabrik (HPC) oder Hannoversche Portland-Zementfabrik in Hannover war eine im 19. Jahrhundert gegründete Aktiengesellschaft zur Produktion vor allem von Portlandzement in Misburg-Nord.

## Geschichte

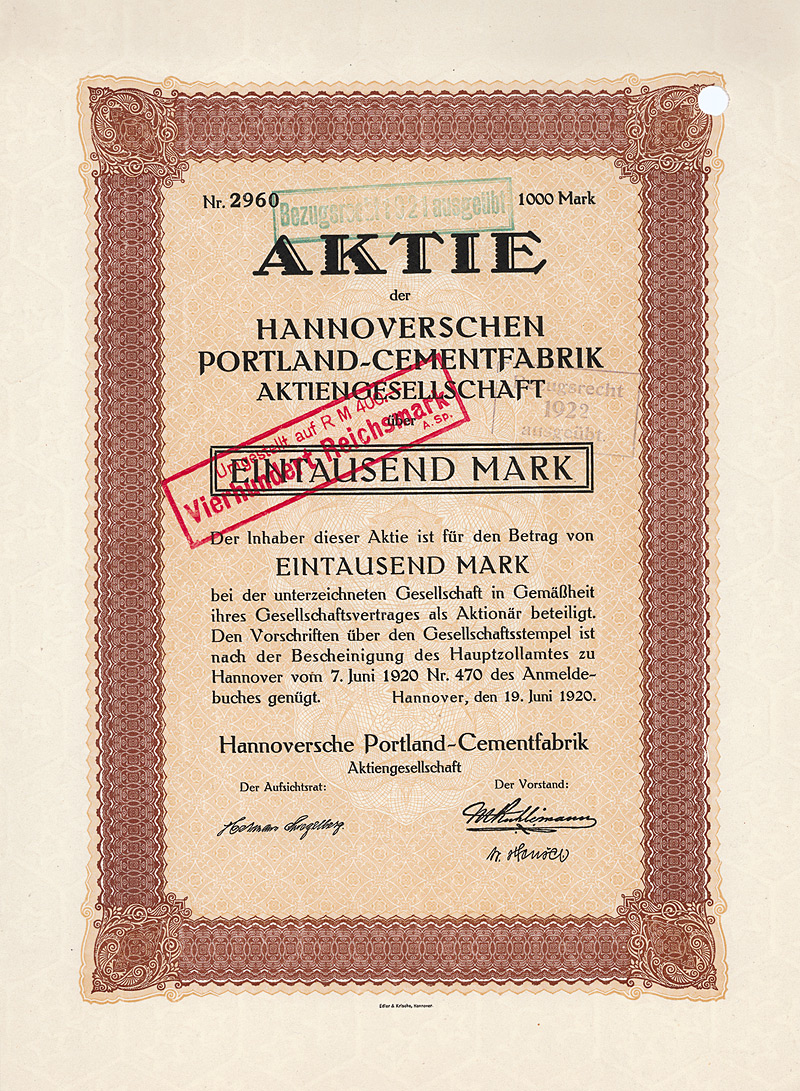
Aktie über 1000 Mark der Hannoverschen Portland-Cementfabrik AG vom 19. Juni 1920

Die Hannoversche Portland-Cementfabrik wurde 1878 von den beiden Kalkbrennerei-Besitzern Friedrich Kuhlemann und Albert Meyerstein als Offene Handelsgesellschaft gegründet unter Mitwirkung von Kuhlemanns Schwager Ferdinand Wallbrecht sowie dem im selben Jahr von der Portland-Cementfabrik Stettin für die technische Leitung abgeworbenen Fachmann Hermann Manske. Manske gründete jedoch nach den ersten Jahren schon 1881 ein eigenes Unternehmen.

Um 1910: Die „Portland-Cementindustrie Hannover-Misburg“ mit den damaligen Schutzmarken der verschiedenen Hersteller; darunter die HPC mit der „Marke Pferd“
Illustrirte Zeitung Nr. 3538, Sondertitel Hannover und Grenzgebiete, vom 20. April 1911, mit Künstlersignatur der Grafikerin Änne Koken

1884 wurde die Zementfabrik in eine Aktiengesellschaft umgewandelt, im selben Jahr trat Max Kuhlemann als Mitglied des Vorstandes in das Unternehmen ein.

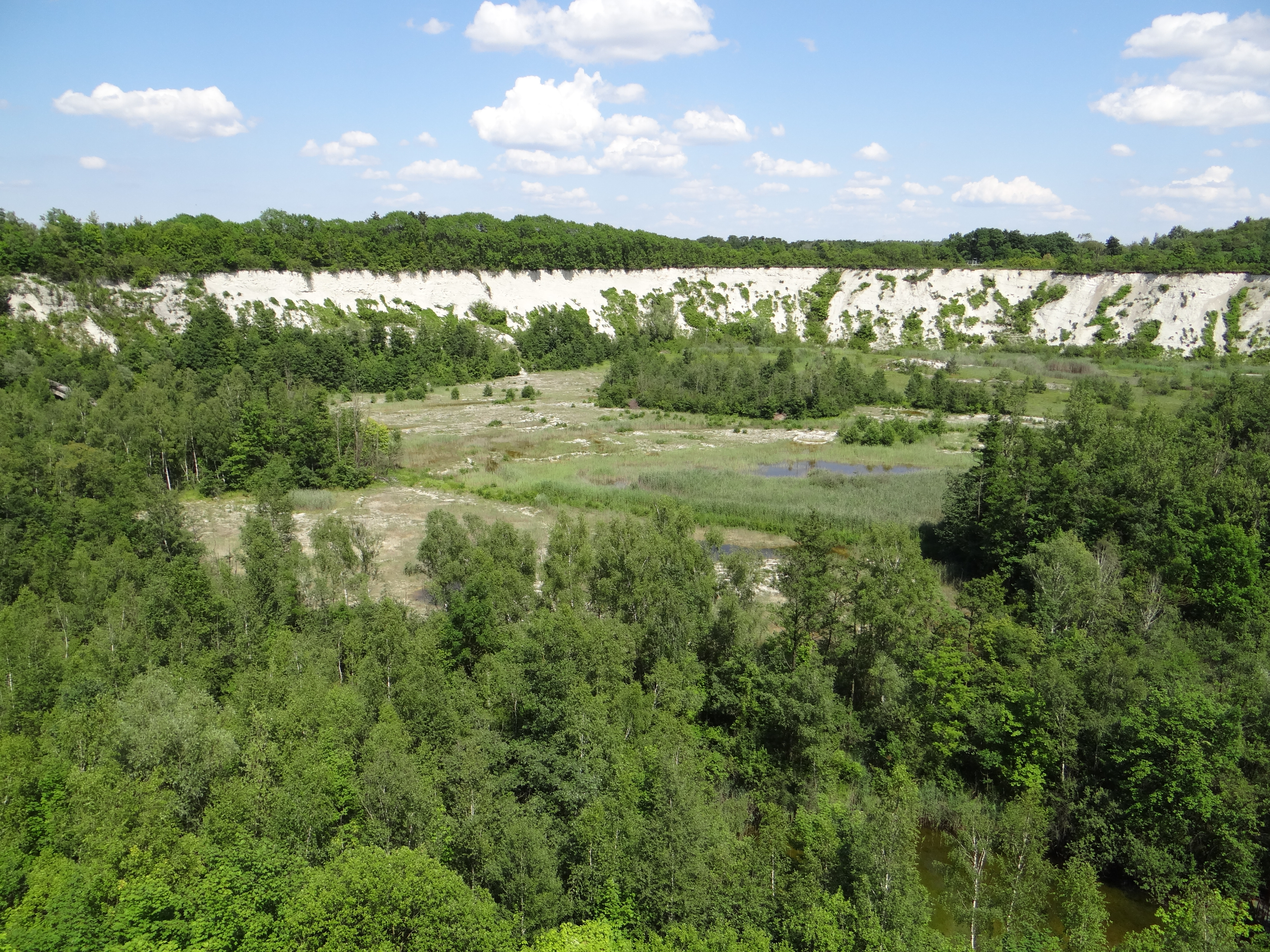
Stillgelegter Mergelbruch der HPC

Hergestellt wurden Portlandzement, Zementkalk und Kalidünge-Mergel unter den Markennamen „Marke Pferd“. Das ebenfalls produzierte weiße hydraulische Bindemittel „Markrolithweiß“ wurde unter der Hausmarke „Niedersächsischer Hausgiebel“ verkauft.
Lag die Leistung der Hannoverschen-Portland-Cement in den ersten Jahren noch bei nur etwa 5.000 t, konnte die Fabrikation durch technische Verbesserungen bis zum Jahr 1900 auf zunächst rund 170.000 t gesteigert werden.
Nachdem sich Max Kuhlemann führend an der 1912 gegründeten Misburger Hafengesellschaft beteiligte, die er dann auch als Geschäftsführer leitete, konnte die HPC 1927 einen eigenen Werkshafen am Stichkanal Misburg einem Abzweig des Mittellandkanals eröffnen. Zuvor war 1926 Kuhlemanns Sohn Christian Kuhlemann als kaufmännischer Leiter in die Hannoversche Portland-Cementfabrik eingetreten, der später auch geschäftsführendes Mitglied des Vorstandes wurde.
Nach der Machtergreifung durch die Nationalsozialisten und bis zum Jahr des Beginns des Zweiten Weltkrieges stieg die Produktion der HPC im Jahr 1939 schließlich auf gut 320.000 t. Während der bald folgenden Luftangriffe auf Hannover zerstörten Fliegerbomben das Werk jedoch nahezu vollständig.
Nach der Genehmigung durch britischen Militärbehörden begann für die Hannoversche Portland-Cementfabrik ein langwieriger Wiederaufbau: 1947 erteilten die Militärmachthaber lediglich eine Genehmigung für die zuvor bis zum Kriege nur nebenher gelaufenen Düngemittelproduktion.
Erst nach der Gründung der Bundesrepublik Deutschland und dem Beginn der Wirtschaftswunderjahre konnte Mitte des Jahres 1951 die Zementherstellung wieder aufgenommen werden. 1961 wechselte Christian Kuhlemann in die Position des Aufsichtsratsvorsitzenden. Auch nach seinem Tod 1964 stieg die Produktion der HPC bis 1972 kontinuierlich an bis auf rund 500.000 t.
Als Mitte der 1970er Jahre eine Abschwächung der Baukonjunktur einsetzte, brachen damit auch die Absätze und in der Folge auch die Produktion der HPC gravierend ein. Den Produktionsrückgang konnten jedoch auch innerbetriebliche Stützungsmaßnahmen nicht abfangen: 1986 wurde die eigene Produktion eingestellt und die Hannoversche Portland-Zementfabrik geschlossen.